# تيرون (مقاطعة)
مقاطعة تيرون هي إحدى مقاطعات أيرلندا الشمالية الستة.

## أعلام
- جون راسيل يونغ
- وليام جرير
- جيمس اي بويد
- ميك دويل
- بيتر كانافان
- جون جي. وارويك

## روابط إضافية
- A Flavour of Tyrone
- County Tyrone.com
- Clogherhistory.ie